# Oštro (spletni medij)
Oštro je slovenski preiskovalno-novinarski spletni medij, ki ga pretežno financirajo tuje nevladne organizacije in veleposlaništva. Oštro je bil ustanovljen 30. marca leta 2018. Ustanoviteljica in odgovorna urednica medija je Anuška Zavrl Delić, bivša dolgoletna novinarka časnika Delo, ki služi tudi kot odgovorna urednica. Oštro se osredotoča na preiskovanje tem v javnem interesu prebivalcev jadranske regije (Slovenije, Hrvaške, in Italije) in soseščine.

## Financiranje
Oštro deluje kot nepridobitna medijska organizacija, ki je organizirana kot zavod, in se financira prek sredstev, pridobljenih na javnih razpisih, ter iz dejavnosti, prispevkov in donacij. V letu 2019 je Oštro pridobil okoli 21.000 € na razpisu Ministrstva za kulturo, okoli 2.400 € prek donacij posameznikov in 25.000 $ prek donacije Open Society Foundation. Finance so pridobili tudi prek razpisov tujih nevladnih organizacij in veleposlaništev (ameriškega, nizozemskega in predstavništva Evropske komisije). P
Oštro ponuja tri programe članstva. Na svoji spletni strani objavlja zneske in vire sredstev, imena posameznikov, ki prispevajo manj kot 7.000€, pa objavi po njihovi želji.

## Partnerstva
Oštro je član mreže Global Investigative Journalism Network (GIJN) in partnerski center projekta Organized Crime and Corruption Reporting Project (OCCRP), pri katerem Zavrl Delićeva dela kot urednica za področje Balkana. Oštro sodeluje z italijanskim centrom za preiskovalno novinarstvo IRPI, madžarskim Direkt 36 in avstrijsko organizacijo Dossier. Oštro nosi značko projekta NGOsource.